# Muránska Dlhá Lúka
Muránska Dlhá Lúka (allemand : Langewiese bei Murran,  hongrois : Murányhosszúrét) est un village de Slovaquie situé dans la région de Banská Bystrica.

## Histoire
La première mention écrite du village date de 1357.

## Démographie

### Évolution de la population
| Année:               | 1994. | 2004.   | 2014.    | 2024.   |
| -------------------- | ----- | ------- | -------- | ------- |
| Nombre de personnes: | 722   | 782     | 894      | 938     |
| Différence:          |       | +8,31 % | +14,32 % | +4,92 % |

| Année:               | 2023. | 2024.   |
| -------------------- | ----- | ------- |
| Nombre de personnes: | 936   | 938     |
| Différence:          |       | +0,21 % |